# Étienne Pascal
Étienne Pascal (* 2. Mai 1588 in Clermont-Ferrand; † 24. September 1651 in Paris) war ein französischer Anwalt, Verwaltungsbeamter und Mathematiker. Er war der Vater von Blaise Pascal.

## Leben
Er war der Sohn von Martin Pascal, Schatzmeister des Königs, und von Marguerite Pascal aus Mons. Pascal war Mitglied des niederen Adels (Petit Noblesse) und von Haus aus wohlhabend. Er studierte Jura in Paris mit dem Abschluss 1610. Im selben Jahr kehrte er nach Clermont-Ferrand zurück, wo er das Amt des Rats (Conseiller) der Bas-Auvergne kaufte. Er wurde Steuerschätzer in Clermont-Ferrand und Leiter der dortigen Cour des Aides (Steuergerichtsbarkeit). 1631 zog er wieder nach Paris. Er war dort Mitglied des Wissenschaftlerkreises um Marin Mersenne. Dort kam er unter anderem mit Gilles de Roberval und Gérard Desargues in Kontakt. Mit Pierre Hérigone (Petrus Herigonius, 1580–1643) und Claude Mydorge (1585–1647) war er 1634 Mitglied eines staatlichen Komitees, das den Vorschlag von Jean-Baptiste Morin zur Längengradbestimmung aus Mondbeobachtungen beurteilen sollte. In einem Streit mit Descartes um die Variationsrechnung von Pierre de Fermat nahm er gegen Descartes für Fermat Stellung.

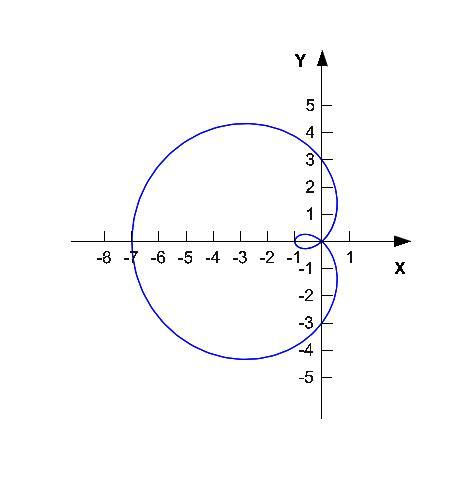
Pascalsche Schnecke

Er ist für die pascalsche Schnecke (Pascals Limaçon) genannte Kurve bekannt, mit der man Winkel dreiteilen kann. Sie entsteht, wenn ein Kreis auf der Außenseite eines Kreises von gleichem Radius rollt und wurde von Roberval nach ihm benannt. Pascal entdeckte sie um 1637.
Pascal investierte das Geld aus dem Verkauf seiner Stelle in Clermont-Ferrand in Staatsanleihen, die aber durch die französischen Kriegsbelastungen schnell an Wert verloren. Als er gegen die Entwertung protestierte, wurde er mit Gefängnis bedroht und flüchtete 1638 zurück in die Auvergne. Auf Fürsprache seiner Tochter Jacqueline, die erfolgreich als Schauspielerin auftrat, bei Kardinal Richelieu wurde er aber begnadigt und sogar zum leitenden Steuereinnehmer in Rouen ernannt, eine Position, die er gewissenhaft ausfüllte und in der er allgemeinen Respekt genoss.
Nachdem er sich 1646 auf dem Eis ein Bein brach, wurde er von zwei jansenistischen Brüdern Deschamps gepflegt. Étienne Pascal schloss sich dem Jansenismus an, und seine Tochter Jacqueline wurde Nonne im Kloster Port Royal des Champs.
1646 nahm er an Luftdruckexperimenten (Vakuumexperimenten) mit seinem Sohn Blaise Pascal und Pierre Petit teil.
1648 trat er von seiner Position in Rouen zurück und ging nach Paris (unterbrochen von einjährigem Aufenthalt 1649/50 in der Auvergne).
Er war seit 1616 mit Antoinette Begon (gestorben 1626) verheiratet und hatte neben Blaise Pascal zwei Töchter, die das Erwachsenenalter erreichten, Gilberte (* 1620) und Jacqueline (1625–1661). Nach dem Tod der Mutter wurden die Kinder von der Hausangestellten Louise Delfault großgezogen (die bald zur Familie gezählt wurde) und vom Vater unterrichtet.